# الیز-ات-کازنو
الیز-ات-کازنو (به فرانسوی: Allez-et-Cazeneuve) یک کامین در فرانسه است که در Canton of Sainte-Livrade-sur-Lot واقع شده‌است.

## خصوصیات
الیز-ات-کازنو ۱۰٫۶۹ کیلومترمربع مساحت و ۶۷۰ نفر جمعیت دارد و ۲۰۰ متر بالاتر از سطح دریا واقع شده‌است.